# Glypta glabra
Glypta glabra är en stekelart som beskrevs av Dasch 1988. Glypta glabra ingår i släktet Glypta och familjen brokparasitsteklar. Inga underarter finns listade i Catalogue of Life.